# NetEase
| NetEase, Marvel Entertainment |

NetEase, Inc (chino simplificado: 网易; chino tradicional: 網易; pinyin: Wǎng Yì) es una compañía china de Internet que opera bajo el dominio 163.com. En mayo de 2015 ocupaba el puesto 72 entre los sitios web más visitados del mundo. 163.com es uno de los proveedores de servicios de Internet más grandes de China.
La compañía fue creada en junio de 1997, y fue creada por William Lei Ding. NetEase ofrece, entre otros, servicios de tienda virtual, servicio de alojamiento de archivos en la nube y es el servicio más usado en China de correo electrónico (163.com, 188.com, 126.com y otros) con más de 940 millones de cuentas en noviembre de 2017.

## Historia
La empresa fue creada en junio de 1997 por el empresario chino Ding Lei y creció rápidamente debido en parte a su inversión en tecnología de motores de búsqueda. En 2012, el nombre oficial en inglés de la empresa se cambió de NetEase.com, Inc a NetEase, Inc.
Al principio de la historia de la empresa, los altos ejecutivos renunciaron en medio de posibles informes erróneos sobre los ingresos publicitarios y se informaron conversaciones de compra con i-Cable Communications y otros.
En 2008, el dominio 163.com atrajo al menos 1,8 millones de visitantes al año según una encuesta de Compete.com. En 2010, el sitio fue el vigésimo octavo sitio más visitado del mundo según clasificaciones de Internet de Alexa. La dirección del sitio web oficial de NetEase es 163.com. Esto se atribuyó al pasado cuando los internautas chinos tenían que marcar "163" para conectarse a internet, antes de que la disponibilidad de internet de banda ancha. NetEase es el mayor proveedor de servicios de correo electrónico gratuito en China con más de 940 millones de usuarios a partir de 2017. Además de 163.com, la empresa también ejecuta 188.com, 126.com y más.
La compañía también opera un sitio web de noticias en news.163.com junto con una aplicación asociada.

### Expansión y adquisiciones
NetEase inauguró su primera sede occidental en agosto de 2014, trayendo una de las empresas tecnológicas más grandes de China a los Estados Unidos. En enero de 2020, NetEase discutió las cotizaciones secundarias con Hong Kong Exchanges and Clearing.
En 2018, NetEase invirtió 100 millones de dólares estadounidenses en Bungie para obtener una participación minoritaria en la empresa y un puesto en su junta directiva. En diciembre del mismo año, NetEase invirtió en el desarrollador neozelandés A44 (formalmente conocido como Aurora 44), y vendió su negocio de historietas a Bilibili. En 2019, NetEase obtuvo una participación minoritaria en Quantic Dream por una inversión no revelada.
En junio de 2020, NetEase estableció un estudio japonés llamado "Sakura Studio" para desarrollar juegos de consola de próxima generación.
NetEase adquirió Grasshopper Manufacture de GungHo Online Entertainment en octubre de 2021, incorporando al desarrollador dentro de su división NetEase Games.

### Asociaciones
La empresa tiene un historial de alianzas con otras empresas. En 2008, Blizzard Entertainment se asoció con NetEase para llevar algunos de sus juegos al mercado chino. En abril de 2012, NetEase comenzó a probar una aplicación móvil de recomendación de restaurantes llamada "Fan Fan". En 2017 NetEase hizo un acuerdo con la empresa estadounidense Marvel Comics para desarrollar un cómic basado en un superhéroe chino. Además, se lanzarían en línea 12 copias de cómics de Marvel, como The Amazing Spider-Man, Capitán América y Guardianes de la Galaxia.
La empresa colaboró con coursera.org para proporcionar Curso masivo abierto en línea (MOOC) en China. En 2014, NetEase lanzó una plataforma de cursos en línea con contenido educativo.

### Regulación del gobierno chino
En octubre de 2020, la Administración del Ciberespacio de China ordenó a NetEase que se sometiera a una "rectificación" y suspendió temporalmente ciertas funciones de comentarios después de que los censores encontraran comentarios "inapropiados" en su aplicación de noticias.

## Videojuegos
NetEase publica muchos juegos móviles, incluidos Onmyōji, Fantasy Westward Journey, Cyber Hunter y Identity V.
| Año  | Título                             | Desarrolladora                  | Distribuidora                          | Notas                               |
| ---- | ---------------------------------- | ------------------------------- | -------------------------------------- | ----------------------------------- |
| 2001 | Fantasy Westward Journey           | NetEase                         | NetEase                                |                                     |
| 2002 | Westward Journey Online II         | NetEase                         | NetEase                                |                                     |
| 2015 | Revelation Online                  | NetEase                         | NetEase                                |                                     |
| 2017 | Rules of Survival                  | NetEase                         | NetEase                                | Interrumpido el 27 de junio de 2022 |
| 2018 | Identity V                         | NetEase                         | NetEase                                |                                     |
|      | LifeAfter                          | NetEase                         | NetEase                                |                                     |
| 2018 | Creative Destruction               | NetEase                         | NetEase                                | Interrumpido el 27 de junio de 2022 |
| 2019 | Cyber Hunter                       | NetEase                         | NetEase                                |                                     |
| 2019 | Sky                                | Thatgamecompany                 | NetEase                                | Editor solo en China                |
| 2019 | Marvel Super War                   | NetEase                         | NetEase                                |                                     |
| 2019 | Super Mecha Champions              | NetEase                         | NetEase                                |                                     |
| 2020 | Marvel Duel                        | NetEase                         | NetEase                                |                                     |
| 2021 | Ace Racer                          | NetEase                         | NetEase                                |                                     |
| 2021 | Naraka: Bladepoint                 | 24 Entertainment                | NetEase                                |                                     |
| 2021 | The Lord of the Rings: Rise to War | NetEase                         | Warner Bros. Interactive Entertainment |                                     |
| 2022 | Diablo Immortal                    | NetEase, Blizzard Entertainment | Blizzard Entertainment                 |                                     |
| 2022 | Hyper Front                        | NetEase, BattleFun Games        | NetEase                                |                                     |
|      | Lost Light                         | NetEase                         | NetEase                                |                                     |
| 2023 | Dead by Daylight mobile            | Behaviour Interactive, NetEase  | Behaviour Interactive, NetEase         | NetEase como editor solo en China   |
| 2024 | Marvel Rivals                      | NetEase, Marvel Entertainment   | NetEase                                |                                     |
| TBA  | Racing Master                      | Dahua Studios, Codemasters      |                                        |                                     |
| TBA  | Tom and Jerry: Chase               |                                 |                                        |                                     |
| TBA  | Harry Potter: Magic Awakened       | NetEase, Envoy Games            | NetEase, Portkey Games, Envoy Games    |                                     |
| TBA  | Once Human                         | NetEase, Starry Studio          | NetEase, Starry Studio                 |                                     |
| TBA  | Where Winds Meet                   | Everstone Studio                | NetEase                                |                                     |
| TBA  | Project: BloodStrike               | NetEase                         | NetEase                                |                                     |
| TBA  | Project: E.O.E                     | NetEase                         | NetEase                                |                                     |
| TBA  | Project: EXTREME                   | NetEase                         | NetEase                                |                                     |
| TBA  | Ananta                             | Naked Rain                      | NetEase                                |                                     |

### Juegos en línea con licencia
- Acuerdo de tres años para licenciar el título de Blizzard Overwatch en la República Popular China.[34]
- Acuerdo para licenciar Minecraft y Minecraft: Pocket Edition de Mojang en China[35]
  - Operaba el servidor chino de terceros de Minecraft, Hypixel (que se cerró)[36]
- Asumirá la publicación de EVE Online en el mercado chino a partir de octubre de 2018.[37]
- Desarrollando Diablo Immortal para iOS y Android.[38]
- Desarrollando The Lord of the Rings: Rise to War para iOS y Android.[39]
- Desarrollando Tom and Jerry: Chase para iOS y Android.[40]
- Desarrollando HarryPotter: Magic Awakened para iOS y Android.[41]

## Servicio de música en línea
Es un gigantesco motor de búsqueda de música en línea gratuito bajo el dominio music.163.com; el cual posee un gran volumen de canciones tanto de música oriental como occidental. La plataforma ofrece la posibilidad de poder escuchar cualquier interpretación musical sin necesidad de registrarse, pero para almacenar las canciones en listas de reproducción es necesario crear un usuario.
Este servicio de música ha tenido un gran auge después del cierre de grooveshark. Pero ha suscitado muchos interrogantes sobre el buen uso de los derechos de autor para la industria musical.

## Inversiones
En el 2019 la empresa anuncio una inversión en Quantic Dream